# باري كامبل
باري كامبل هو سياسي كندي، ولد في 15 يونيو 1950 في مونتريال في كندا. حزبياً، نشط في الحزب الليبرالي الكندي. وقد انتخب عضو مجلس العموم الكندي.